# Dante (Dakota del Sur)
Dante es un pueblo ubicado en el condado de Charles Mix en el estado estadounidense de Dakota del Sur. En el Censo de 2010 tenía una población de 84 habitantes y una densidad poblacional de 74,05 personas por km².

## Geografía
Dante se encuentra ubicado en las coordenadas 43°2′27″N 98°11′11″O / 43.04083, -98.18639. Según la Oficina del Censo de los Estados Unidos, Dante tiene una superficie total de 1.13 km², de la cual 1.13 km² corresponden a tierra firme y (0%) 0 km² es agua.

## Demografía
Según el censo de 2010, había 84 personas residiendo en Dante. La densidad de población era de 74,05 hab./km². De los 84 habitantes, Dante estaba compuesto por el 82.14% blancos, el 0% eran afroamericanos, el 13.1% eran amerindios, el 2.38% eran asiáticos, el 0% eran isleños del Pacífico, el 0% eran de otras razas y el 2.38% pertenecían a dos o más razas. Del total de la población el 0% eran hispanos o latinos de cualquier raza.